# Elecciones provinciales de Tucumán de 2023
Las elecciones provinciales en la provincia de Tucumán se realizaron el 11 de junio de 2023. Inicialmente la elección estaba prevista para el 14 de mayo, pero a 5 días del proceso electoral, la Corte Suprema de Justicia de la Nación suspendió las elecciones al hacer lugar a una medida cautelar de sectores de la oposición respecto de que la candidatura de Juan Manzur no respetaba la alternancia reglamentada en la Constitución provincial. El 12 de mayo, Manzur decidió renunciar a su candidatura a vicegobernador, siendo reemplazado por el ministro del Interior provincial Miguel Acevedo. La nueva fecha de los comicios fue el 11 de junio y se eligió al gobernador y vicegobernador provincial, junto a los 49 legisladores provinciales.

## Cronograma oficial electoral
Cronograma oficial lanzado en septiembre de 2022, previo a la polémica suspensión de los comicios por parte de la Corte Suprema
| Fecha    | suceso |
| -------- | --- |
| 15/11/22 | Cierre registro de electores.                                                                               |
| 15/11/22 | Cierre registro de electores extranjeros.                                                                   |
| 15/11/22 | Fecha en que los partidos a participar deberán estar reconocidos y contar con personeria jurídico política. |
| 16/02/23 | Publicación del padrón electoral provisorio.                                                                |
| 03/03/23 | Fin reclamo de electores en el padrón provisorio.                                                           |
| 03/03/23 | Cierre registro de electores con prisión preventiva.                                                        |
| 06/03/23 | Presentación de frentes y/o Alianzas electorales.                                                           |
| 14/03/23 | Vence el plazo para las elecciones internas cerradas de las distintas agrupaciones políticas.               |
| 31/03/23 | Publicación del padrón electoral definitivo, y de los electores procesados privados de su libertad.         |
| 10/04/23 | Fin reclamo de electores en el padrón definitivo. 20:00 hs.                                                 |
| 11/04/23 | Ubicación de mesas.                                                                                         |
| 11/04/23 | Designación de autoridades de mesas.                                                                        |
| 12/04/23 | Vencimiento del plazo para la presentación de las listas de precandidatos.20:00 hs.                         |
| 12/04/23 | Vence presentación acuerdo sobre Acople de las agrupaciones partidarias.20:00 hs.                           |
| 14/04/23 | Vence plazo para impugnar candidatos                                                                        |
| 14/04/23 | Inicio de la campaña electoral para las elecciones. Inicio de la campaña electoral en medios audiovisuales. |
| 14/04/23 | Inicia prohibición de gastos en obras públicas.                                                             |
| 19/04/23 | Resolución sobre candidatos oficializados.                                                                  |
| 24/04/23 | Presentación de modelos de boletas partidarias.                                                             |
| 28/04/23 | Audiencia con los apoderados de los distintos partidos políticos.                                           |
| 03/05/23 | Presentación de votos testigos, y mazo de boletas.                                                          |
| 11/05/23 | Comunicación de los fiscales generales ante la junta electoral.                                             |
| 11/05/23 | Remisión de urnas y útiles.                                                                                 |
| 12/05/23 | Fin de la campaña electoral. Comienzo de la veda electoral.                                                 |
| 14/05/23 | Elecciones Generales                                                                                        |
| 14/05/23 | Prohibido publicar y difundir encuestas y proyecciones entre las 08:00 y las 21:00 hs                       |
| 16/05/23 | Vence el plazo para protestas.                                                                              |
| 16/05/23 | Inicio del escrutinio definitivo de las elecciones generales                                                |
| 14/07/23 | Vence el plazo para justificar la no emisión del voto.                                                      |

## Candidatos
| Logo                                            | Logo                                            | Partido/Alianza                                | Partidos en la alianza | Candidato a gobernador                              | Candidato a gobernador                              | Candidato a vicegobernador | Candidato a vicegobernador |
| ----------------------------------------------- | ----------------------------------------------- | ---------------------------------------------- | --- | --------------------------------------------------- | --------------------------------------------------- | -------------------------- | -------------------------- |
|                                                 |                                                 | Frente de Todos por Tucumán                    | Ver partidos: - Partido Justicialista - Partido de la Victoria - Partido Tercera Posición - Frente Renovador - Partido Solidario - Kolina - Partido del Trabajo y la Equidad - 7 de Mayo - Acción Regional - Activar Frente de la Lealtad - Avance y Progreso Social - Confianza, Integración y Desarrollo - Construcción Ciudadana para la Inclusión - Convergencia de Bases para la Victoria - Convicción y Compromiso - Corriente Popular - Del Bicentenario - Desempleados Unidos - Discapacitados, Desocupados y Discriminados - Juntos Podemos - Juntos y Organizados para la Victoria - Justicia y Kompromiso - Frente Provincial - Frente Solidario Laborista - La Marea Verde - Militancia Popular - Militancia Territorial - Movimiento de Afirmación Popular - Movimiento de Inclusión y Organización - Movimiento de Integración Federal - Movimiento de la Patria Grande - Movimiento de Unidad Popular - Movimiento Ergisto - Movimiento Independiente - Movimiento Popular de la Militancia - Multiplicar Lealtad - Nueva Generación - Nueva Organización Social - Nuevo Espacio Popular - Participación Cívica - Partido Acuerdo Federal - Partido de la Justicia y la Victoria - Partido de la Renovación y la Dignidad - Partido de los Trabajadores - Partido Crecer para la Victoria - Partido Propuesta Popular - Partido Proyecto Popular - Partido Unidos por un Movimiento Activo - Proyecto K - Proyecto Tucumán - Podemos - Renovación Compromiso Lealtad - Restauración Social - Sigamos Avanzando - Tercer Milenio - Tucumán Avanza - Tucumán en Positivo - Tucumán Innovador - Tucumán para la Victoria - Unidad Ciudadana - Unión y Progreso Social |                                                     | Osvaldo Jaldo                                       |                            | Miguel Ángel Acevedo       |
| - Vicegobernador de la provincia de Tucumán.    | - Vicegobernador de la provincia de Tucumán.    | Frente de Todos por Tucumán                    | Ver partidos: - Partido Justicialista - Partido de la Victoria - Partido Tercera Posición - Frente Renovador - Partido Solidario - Kolina - Partido del Trabajo y la Equidad - 7 de Mayo - Acción Regional - Activar Frente de la Lealtad - Avance y Progreso Social - Confianza, Integración y Desarrollo - Construcción Ciudadana para la Inclusión - Convergencia de Bases para la Victoria - Convicción y Compromiso - Corriente Popular - Del Bicentenario - Desempleados Unidos - Discapacitados, Desocupados y Discriminados - Juntos Podemos - Juntos y Organizados para la Victoria - Justicia y Kompromiso - Frente Provincial - Frente Solidario Laborista - La Marea Verde - Militancia Popular - Militancia Territorial - Movimiento de Afirmación Popular - Movimiento de Inclusión y Organización - Movimiento de Integración Federal - Movimiento de la Patria Grande - Movimiento de Unidad Popular - Movimiento Ergisto - Movimiento Independiente - Movimiento Popular de la Militancia - Multiplicar Lealtad - Nueva Generación - Nueva Organización Social - Nuevo Espacio Popular - Participación Cívica - Partido Acuerdo Federal - Partido de la Justicia y la Victoria - Partido de la Renovación y la Dignidad - Partido de los Trabajadores - Partido Crecer para la Victoria - Partido Propuesta Popular - Partido Proyecto Popular - Partido Unidos por un Movimiento Activo - Proyecto K - Proyecto Tucumán - Podemos - Renovación Compromiso Lealtad - Restauración Social - Sigamos Avanzando - Tercer Milenio - Tucumán Avanza - Tucumán en Positivo - Tucumán Innovador - Tucumán para la Victoria - Unidad Ciudadana - Unión y Progreso Social | - Ministro del Interior de la provincia de Tucumán. | - Ministro del Interior de la provincia de Tucumán. |                            |                            |
|                                                 |                                                 | Juntos por el Cambio                           | Ver partidos: - Unión Cívica Radical - Propuesta Republicana - Partido por la Justicia Social - Frente del Pueblo Unido - CREO - Movimiento de Unidad y Cambio - Nueva Fuerza - Ciudadanos contra la Corrupción - Compromiso con el Pueblo - Valores para Tucumán - Comunidad en Organización - Viva la Ciudad - Partido por la Seguridad Social - Partido Inclusión Social - Cambiemos - Movimiento Popular y Federal - Partido Cambia Tucumán |                                                     | Roberto Antonio Sánchez                             |                            | Germán Alfaro              |
| - Diputado nacional por la Provincia de Tucumán | - Diputado nacional por la Provincia de Tucumán | Juntos por el Cambio                           | Ver partidos: - Unión Cívica Radical - Propuesta Republicana - Partido por la Justicia Social - Frente del Pueblo Unido - CREO - Movimiento de Unidad y Cambio - Nueva Fuerza - Ciudadanos contra la Corrupción - Compromiso con el Pueblo - Valores para Tucumán - Comunidad en Organización - Viva la Ciudad - Partido por la Seguridad Social - Partido Inclusión Social - Cambiemos - Movimiento Popular y Federal - Partido Cambia Tucumán | - Intendente de San Miguel de Tucumán               | - Intendente de San Miguel de Tucumán               |                            |                            |
|                                                 |                                                 | Fuerza Republicana                             | Partido sin Alianza |                                                     | Ricardo Bussi                                       |                            | Gerardo Huesen             |
| - Legislador de la Provincia de Tucumán         | - Legislador de la Provincia de Tucumán         | Fuerza Republicana                             | Partido sin Alianza | - Legislador de la Provincia de Tucumán             | - Legislador de la Provincia de Tucumán             |                            |                            |
|                                                 |                                                 | Nos Une el Cambio                              | Partido sin Alianza |                                                     | Juan Coria                                          |                            | Liliana Guzmán             |
|                                                 |                                                 | Nos Une el Cambio                              | Partido sin Alianza |                                                     |                                                     |                            |                            |
|                                                 |                                                 | Frente Amplio por Tucumán                      | Ver partidos: - Movimiento Libres del Sur - Partido Socialista - Corriente de Acción Solidaria |                                                     | Federico Masso                                      |                            | Florencia Guerra           |
| - Legislador de la Provincia de Tucumán         |                                                 | Frente Amplio por Tucumán                      | Ver partidos: - Movimiento Libres del Sur - Partido Socialista - Corriente de Acción Solidaria |                                                     |                                                     |                            |                            |
|                                                 |                                                 | Frente de Izquierda y de Trabajadores - Unidad | Ver partidos: - Partido del Obrero - Partido de Trabajadores por el Socialismo - Movimiento Socialista de los Trabajadores - Nueva Izquierda |                                                     | Martín Correa                                       |                            | Alejandra Arreguez         |
|                                                 |                                                 | Frente de Izquierda y de Trabajadores - Unidad | Ver partidos: - Partido del Obrero - Partido de Trabajadores por el Socialismo - Movimiento Socialista de los Trabajadores - Nueva Izquierda |                                                     |                                                     |                            |                            |
|                                                 | Logo-politica-obrera                            | Política Obrera                                | Partido sin Alianza |                                                     | Raquel Grassino                                     |                            | Luis Toranzo               |
|                                                 |                                                 | Política Obrera                                | Partido sin Alianza |                                                     |                                                     |                            |                            |
|                                                 |                                                 | Camino a la Lealtad                            | Partido sin Alianza |                                                     | Luis Benjamín Burgos                                |                            | Marcos Aníbal Rougés       |
|                                                 |                                                 | Camino a la Lealtad                            | Partido sin Alianza |                                                     |                                                     |                            |                            |

## Encuestas de opinión
| Fecha                              | Encuestadora              | Muestra |       |       |       |      |     | Otros | Blanco | Indecisos | Ventaja |
| ---------------------------------- | ------------------------- | ------- | ----- | ----- | ----- | ---- | --- | ----- | ------ | --------- | ------- |
| Fecha                              | Encuestadora              | Muestra |       |       |       |      |     | Otros | Blanco | Indecisos | Ventaja |
| 2 - 5 de junio de 2023             | Consultora Tendencias     | 2.506   | 37,5  | 33,7  | 11,6  | 4,1  | 2,2 | 0,8   | 4,8    | 6,1       | 3,8     |
| 30 de abril - 7 de mayo de 2023    | Meraki                    | 1.069   | 38,5  | 34,7  | 11,1  | 4,5  | 7,9 | 3,3   | -      | -         | 3,8     |
| 30 de abril - 7 de mayo de 2023    | Meraki                    | 1.069   | 37,6  | 34,1  | 10,7  | 4,3  | 7,6 | 1,2   | -      | 4,5       | 3,5     |
| 28 de febrero - 2 de marzo de 2023 | Zuban Cordoba & Asociados | 800     | 36,7  | 42,8  | 11    | 2    | -   | -     | -      | 7,6       | 6,1     |
| 28 de febrero - 2 de marzo de 2023 | Zuban Cordoba & Asociados | 800     | 40,9  | 35    | 9,6   | 2,6  | -   | -     | -      | 11,8      | 5,9     |
| Febrero de 2023                    | Aresco                    | 2.000   | 38,1  | 29,3  | 14,7  | 5,1  | -   | 3,9   | 3,7    | 5,2       | 8,8     |
| Febrero de 2023                    | Aresco                    | 2.000   | 41,5  | 25,6  | 12,8  | 4,4  | -   | 3,7   | 5,2    | 6,8       | 15,9    |
|                                    |                           |         |       |       |       |      |     |       |        |           |         |
| 14 de noviembre de 2021            | Elecciones legislativas   | -       | 42,18 | 39,97 | 10,47 | 3,52 | -   | 3,86  | 3,04   | -         | 2,21    |

## Resultados

### Gobernador y vicegobernador
| Fórmula                                   | Fórmula                         | Partido               | Partido                                        | Votos     | %     |
| Gobernador                                | Vicegobernador                  | Partido               | Partido                                        | Votos     | %     |
| ----------------------------------------- | ------------------------------- | --------------------- | ---------------------------------------------- | --------- | ----- |
| Osvaldo Jaldo                             | Miguel Acevedo                  |                       | Frente de Todos por Tucumán                    | 612.862   | 57,96 |
| Roberto Sánchez                           | Germán Alfaro                   |                       | Juntos por el Cambio                           | 371.034   | 35,09 |
| Ricardo Bussi                             | Gerardo Huesen                  |                       | Fuerza Republicana                             | 44.061    | 4,17  |
| Federico Augusto Masso                    | María Florencia Guerra          |                       | Movimiento Libres del Sur                      | 17.441    | 1,65  |
| José Martín Correa Tejerizo               | Alejandra Arreguez              |                       | Frente de Izquierda y de Trabajadores - Unidad | 7.272     | 0,69  |
| Margarita Raquel Grassino                 | Luis Alberto Toranzo            |                       | Política Obrera                                | 3.052     | 0,29  |
| Juan Ignacio Coria Vignolo                | Liliana Graciela Guzmán Cruzado |                       | Nos Une el Cambio                              | 1.317     | 0,12  |
| Luis Benjamín Burgos                      | Marcos Aníbal Rougés            |                       | Camino a la Lealtad                            | 321       | 0,03  |
| Votos afirmativos                         | Votos afirmativos               | Votos afirmativos     | Votos afirmativos                              | 1.057.360 | 94,84 |
| Votos en blanco                           | Votos en blanco                 | Votos en blanco       | Votos en blanco                                | 41.145    | 3,69  |
| Votos nulos                               | Votos nulos                     | Votos nulos           | Votos nulos                                    | 16.338    | 1,47  |
| Participación                             | Participación                   | Participación         | Participación                                  | 1.114.843 | 84,94 |
| Electores registrados                     | Electores registrados           | Electores registrados | Electores registrados                          | 1.312.532 | 100   |
| Mesas escrutadas: 4.017 de 4.022 (99,88%) |                                 |                       |                                                |           |       |
| Fuente:                                   |                                 |                       |                                                |           |       |

### Legislatura
| Partido/Alianza                           | Partido/Alianza                                | Partido/Alianza                                | Votos     | %     | Bancas |
| ----------------------------------------- | ---------------------------------------------- | ---------------------------------------------- | --------- | ----- | ------ |
|                                           |                                                | Tucumán para la Victoria                       | 178.804   | 18,56 | 11/49  |
|                                           | Frente de Todos por Tucumán                    | 158.810                                        | 16,49     | 10/49 |        |
|                                           | Acción Regional                                | 46.354                                         | 4,81      | 2/49  |        |
|                                           | Tucumán Innovador                              | 33.904                                         | 3,52      | 2/49  |        |
|                                           | Proyecto Tucumán                               | 31.950                                         | 3,32      | 2/49  |        |
|                                           | Nuevo Espacio Popular                          | 16.475                                         | 1,71      | 1/49  |        |
|                                           | La Marea Verde                                 | 14.599                                         | 1,52      | 1/49  |        |
|                                           | Tucumán en Positivo                            | 13.110                                         | 1,36      | 1/49  |        |
|                                           | Multiplicar Lealtad                            | 11.947                                         | 1,24      | 1/49  |        |
|                                           | Movimiento Popular de la Militancia            | 11.918                                         | 1,24      | 1/49  |        |
|                                           | Frente Provincial                              | 11.661                                         | 1,21      | 1/49  |        |
|                                           | Activar Frente de la Lealtad                   | 10.725                                         | 1,11      | 1/49  |        |
|                                           | Unidad Ciudadana                               | 9.636                                          | 1,00      |       |        |
|                                           | Corriente Popular                              | 9.267                                          | 0,96      |       |        |
|                                           | Frente Solidario Laborista                     | 8.952                                          | 0,93      |       |        |
|                                           | Movimiento de Unidad Popular                   | 8.401                                          | 0,87      |       |        |
|                                           | Partido de los Trabajadores                    | 8.223                                          | 0,85      |       |        |
|                                           | Partido de la Renovación y la Dignidad         | 6.708                                          | 0,70      |       |        |
|                                           | Movimiento Ergisto                             | 6.403                                          | 0,66      |       |        |
|                                           | Partido Proyecto Popular                       | 5.228                                          | 0,54      |       |        |
|                                           | Participación Cívica                           | 3.040                                          | 0,32      |       |        |
|                                           | Juntos y Organizados para la Victoria          | 3.022                                          | 0,31      |       |        |
|                                           | Partido de la Victoria                         | 1.868                                          | 0,19      |       |        |
|                                           | Construcción Ciudadana para la Inclusión       | 1.785                                          | 0,19      |       |        |
|                                           | Crecer para la Victoria                        | 1.301                                          | 0,14      |       |        |
|                                           | Desempleados Unidos                            | 1.044                                          | 0,11      |       |        |
| Total Frente de Todos por Tucumán         | Total Frente de Todos por Tucumán              | Total Frente de Todos por Tucumán              | 615.135   | 63,86 | 34/49  |
|                                           |                                                | Cambiemos                                      | 65.061    | 6,75  | 3/49   |
|                                           | Partido Cambia Tucumán                         | 42.940                                         | 4,46      | 2/49  |        |
|                                           | Valores para Tucumán                           | 26.470                                         | 2,75      | 2/49  |        |
|                                           | Partido por la Justicia Social                 | 26.143                                         | 2,71      | 1/49  |        |
|                                           | Compromiso Pro Tucumán                         | 18.645                                         | 1,94      | 1/49  |        |
|                                           | Creo                                           | 15.612                                         | 1,62      |       |        |
|                                           | Ciudadanos contra la Corrupción                | 12.354                                         | 1,28      |       |        |
|                                           | Frente del Pueblo Unido                        | 11.367                                         | 1,18      | 1/49  |        |
|                                           | Nueva Fuerza                                   | 11.013                                         | 1,14      | 1/49  |        |
|                                           | Partido Inclusión Social                       | 10.933                                         | 1,14      | 1/49  |        |
|                                           | Compromiso con el Pueblo                       | 10.719                                         | 1,11      |       |        |
|                                           | Viva la Ciudad                                 | 10.576                                         | 1,10      |       |        |
|                                           | Comunidad en Organización                      | 9.912                                          | 1,03      |       |        |
|                                           | Ley y Orden                                    | 4.744                                          | 0,49      |       |        |
|                                           | Movimiento de Unidad y Cambio                  | 3.937                                          | 0,41      |       |        |
| Total Juntos por el Cambio                | Total Juntos por el Cambio                     | Total Juntos por el Cambio                     | 280.426   | 29,11 | 12/49  |
|                                           | Fuerza Republicana                             | Fuerza Republicana                             | 39.396    | 4,09  | 2/49   |
|                                           | Movimiento Libres del Sur                      | Movimiento Libres del Sur                      | 15.530    | 1,61  | 1/49   |
|                                           | Frente de Izquierda y de Trabajadores - Unidad | Frente de Izquierda y de Trabajadores - Unidad | 7.787     | 0,81  |        |
|                                           | Política Obrera                                | Política Obrera                                | 3.092     | 0,32  |        |
|                                           | Nos Une el Cambio                              | Nos Une el Cambio                              | 1.368     | 0,14  |        |
|                                           | Camino a la Lealtad                            | Camino a la Lealtad                            | 506       | 0,05  |        |
| Votos afirmativos                         | Votos afirmativos                              | Votos afirmativos                              | 963.240   | 86,62 |        |
| Votos en blanco                           | Votos en blanco                                | Votos en blanco                                | 130.621   | 11,75 |        |
| Votos nulos                               | Votos nulos                                    | Votos nulos                                    | 18.155    | 1,63  |        |
| Participación                             | Participación                                  | Participación                                  | 1.112.016 | 84,72 |        |
| Electores registrados                     | Electores registrados                          | Electores registrados                          | 1.312.532 | 100   |        |
| Mesas escrutadas: 4.017 de 4.022 (99,88%) |                                                |                                                |           |       |        |
| Fuente:                                   |                                                |                                                |           |       |        |

#### Resultados por secciones electorales
| Sección Electoral I – Capital 19 Diputados Mesas escrutadas: 1.346 de 1.350 (99,70%) | Sección Electoral I – Capital 19 Diputados Mesas escrutadas: 1.346 de 1.350 (99,70%) | Sección Electoral I – Capital 19 Diputados Mesas escrutadas: 1.346 de 1.350 (99,70%) | Sección Electoral I – Capital 19 Diputados Mesas escrutadas: 1.346 de 1.350 (99,70%) | Sección Electoral I – Capital 19 Diputados Mesas escrutadas: 1.346 de 1.350 (99,70%) | Sección Electoral I – Capital 19 Diputados Mesas escrutadas: 1.346 de 1.350 (99,70%) |
| Partido/Alianza                                                                      | Partido/Alianza                                                                      | Votos                                                                                | %                                                                                    | Bancas                                                                               | Candidatos |
| ------------------------------------------------------------------------------------ | ------------------------------------------------------------------------------------ | ------------------------------------------------------------------------------------ | ------------------------------------------------------------------------------------ | ------------------------------------------------------------------------------------ | --- |

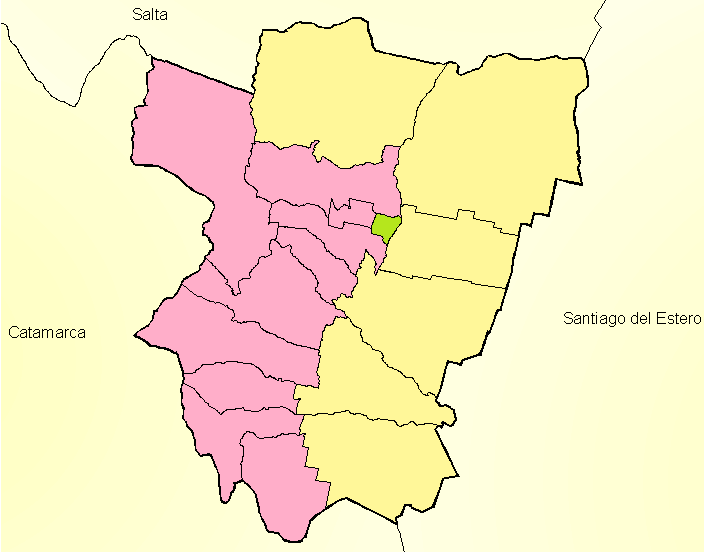
Secciones electorales de Tucumán:
Sección I – Capital
Sección II – Este
Sección III – Oeste

|                                                                                      | Valores para Tucumán                                                                 | 26.470                                                                               | 7,55                                                                                 | 2/19                                                                                 | Ver candidatos: 1. Silvia Beatriz Elías 2. José Nicolás Seleme 3. Domingo Guido Pérez Elías 4. Marina Belén Jerez 5. Héctor Maximiliano Sisterna 6. Julio Enrique Molina 7. Silvana Barbieri 8. Carlos Marcelo Navas 9. Eduardo Nicolás Ahumada Kuntz 10. Claudia Verónica Orqueda 11. Sandra Marisa Soraire 12. Roberto Hernán Albarracín 13. María Constanza Cruz 14. Armando Ezequiel Salvatierra Navarro 15. Gabriel Omar Morcos Silva 16. Mercedes del Valle Galland 17. Ezequiel Luis Corbalán 18. Malvina Cynthia Celeste Farías 19. Pedro Ramón Herrera                  |
|                                                                                      | Fuerza Republicana                                                                   | 22.913                                                                               | 6,53                                                                                 | 2/19                                                                                 | Ver candidatos: 1. Ricardo Bussi 2. Carlos Eduardo Verón Guerra 3. Sandra del Valle Orquera 4. José Horacio Vermal 5. Facundo Camilo Orce 6. Candela Sappia 7. Jorge Luis Luquin Nicosiano 8. Fátima del Rosario Quinteros 9. Gustavo Oscar Choua 10. María Fernanda Viola 11. Evelin Aldana Sierra 12. Claudio José Rodríguez 13. Karina Liliana Fenino 14. Viviana Alejandra Brito Mercado 15. Nahief Mustafa 16. Juana Graciela Mata 17. Melisa Anabel Godoy 18. Cristian Eduardo Aguirre 19. Juan Carlos Figueroa                                                            |
|                                                                                      | Tucumán para la Victoria                                                             | 16.649                                                                               | 4,75                                                                                 | 1/19                                                                                 | Ver candidatos: 1. Tulio Enrique Caponio 2. Mario Javier Morof 3. Sara Alperovich 4. César Gustavo Torres 5. Fernando Said Juri 6. Mirta del Valle Gutiérrez 7. Alfredo César Quinteros 8. Héctor Daniel Peralta 9. Isabel Méndez 10. Eduardo René Castro 11. David Fernando Mizrahi 12. Myriam Beatriz Gómez 13. Hugo Arnaldo Díaz 14. José Fermín Miranda 15. Silvia María Laura Plaza 16. Franco Duilio Buzzi 17. Marcelo Alejandro Briones 18. Analía del Valle Rodríguez 19. Fabio Antonio Robin                                                                            |
|                                                                                      | Nuevo Espacio Popular                                                                | 16.475                                                                               | 4,70                                                                                 | 1/19                                                                                 | Ver candidatos: 1. Gerónimo Vargas Aignasse 2. Roberto Osiris Chustek 3. Soledad María Fernanda Romero 4. Angélica del Valle Tula 5. Roberto Germán Olmos 6. Segundo Walter Álvarez 7. Mercedes Elizabeth Chávez 8. Aníbal Adad 9. Mariela Alejandra Argañaraz 10. María Josefina Romano 11. Héctor Orlando Govetto 12. Graciela Ivone Ruiz 13. Héctor Rubén Navarro 14. Ramiro Sebastián Marfil 15. Mónica Alejandra Cancino 16. Fátima Roxana Soria 17. Ignacio Federico Brizuela 18. Gustavo Gabriel Rabe 19. Fátima Alejandra García                                         |
|                                                                                      | La Marea Verde                                                                       | 14.599                                                                               | 4,16                                                                                 | 1/19                                                                                 | Ver candidatos: 1. Sara Alejandra Assán 2. Carlos Sebastián Assán 3. José Martín Díaz 4. Albana Argañaraz 5. Adrián Enrique Albano 6. Nicolás Alfredo Getar 7. Andrea María Huerta 8. César Ricardo Ruiz 9. Diego José Granado 10. Teresa del Valle Urrea 11. Cristian Rolando Mamani 12. Raúl Orlando Paz 13. Tomasa Carmen Rosa Torres 14. Osvaldo Miguel Barraza 15. Luis Roberto Sueldo 16. Silvia Susana Villarreal 17. Sergio Oscar Sosa 18. Manuel Alberto López 19. Vanessa Marcela Pedraza                                                                              |
|                                                                                      | Partido por la Justicia Social                                                       | 13.771                                                                               | 3,93                                                                                 | 1/19                                                                                 | Ver candidatos: 1. Walter Fabián Berarducci 2. Nilda Valeria Amaya 3. Ignacio Daniel Marder 4. Marcelo Rodolfo Draniczarek 5. Sandra Patricia Lobo 6. Marcelo Ignacio Barrionuevo 7. Juan José Lizarraga 8. Ana Graciela Villalba 9. Paula Andrea Ortiz 10. María Belén Romano 11. Gustavo Fernando García 12. Eduardo Enzo Espin 13. Rosa Victoria Santillán 14. Jorge Luis Flores 15. Claudia Romina Carrizo 16. Franco Esteban Alderete 17. Juan Emmanuel Quiroz 18. Mariné del Carmen Rivadeo Torres 19. Carlos Matías Reynoso Ceballo                                       |
|                                                                                      | Frente de Todos por Tucumán                                                          | 13.460                                                                               | 3,84                                                                                 | 1/19                                                                                 | Ver candidatos: 1. Pablo Yedlin 2. Gabriel Eduardo Yedlin 3. Sandra Marcela Tirado 4. Jorge Luis Rodríguez Robledo 5. José Néstor Farhat 6. Ana Pía Muñoz 7. Matías Sebastián Tolosa 8. Cristian Omar Arroyo 9. María Isabel Fernández 10. Guillermo Daniel Socolsky 11. Francisco Augusto Navarro 12. Hortencia Ernestina Juárez 13. Gustavo Adrián Calleja 14. Bruno Rafael Medina 15. María Fernanda Trejo 16. Fernando Avellaneda 17. Marcelo Fabio Morales 18. Myriam Beatriz Martini 19. Elizabeth Antonia Ávila                                                           |
|                                                                                      | Tucumán en Positivo                                                                  | 13.110                                                                               | 3,74                                                                                 | 1/19                                                                                 | Ver candidatos: 1. María Carolina Vargas Aignasse 2. Tulio Luciano Chincarini 3. Ramón Luis Alcaraz 4. María Antonia López 5. Elías Daniel Albornoz 6. Carlos Alberto Ibáñez 7. Ana Carolina Peralta 8. Cristian Benjamín Díaz 9. Pedro Omar Ale 10. Mariel Patricia Gali 11. Diego Ezequiel Pelli 12. Patricia de los Ángeles Medina 13. Ivanna María Luz Pérez 14. Cynthia Marcela Gazquez 15. Rocío Micaela Rivas 16. Elsa del Valle Teti 17. Gloria Marcela Zarate 18. Noelia Gisel Rodríguez 19. Carolina Paola Zamorano                                                    |
|                                                                                      | Multiplicar Lealtad                                                                  | 11.947                                                                               | 3,41                                                                                 | 1/19                                                                                 | Ver candidatos: 1. Mario Alberto Leito 2. Walter Maximiliano Germán 3. Andrea Cecilia Soria 4. Luis Mariano Fernández 5. Guillermo Pablo Gutiérrez 6. Mercedes Gabriela Leguizamón 7. Guillermo Augusto Gutiérrez Falcón 8. Gustavo Federico Sapieha 9. Melisa Bauducco 10. Matías Alejandro Sosa Paverini 11. María Rosa Sandes 12. Aldo Julio Fernández Demarsico 13. Etelvina Elvira Bulacio 14. Elio Rubén Córdoba 15. Gabriela del Carmen Suárez 16. Héctor Emiliano Macias Sanzo 17. Lucas Atilio Armando Barros 18. Marta Viviana Gómez 19. José Antonio Almerico         |
|                                                                                      | Movimiento Popular de la Militancia                                                  | 11.918                                                                               | 3,40                                                                                 | 1/19                                                                                 | Ver candidatos: 1. Christian Adrián Gabriel Rodríguez 2. Silvia Laura Pérez 3. Luis Humberto Marcuzzi 4. Damián Octavio Márquez 5. Ana María López 6. Mario Walter Ludueña 7. Roxana Elizabeth Quinteros 8. Pedro René Díaz 9. Carlos Alberto Rodríguez 10. Ana Cristina Kermes 11. Luis Marcelo Juárez Ricci 12. Néstor Fabián Pérez 13. Claudia Mabel Marchetti 14. Braian Iván Montero 15. Enzo Gabriel Molina 16. Delia del Carmen Carrizo 17. Juan José Arias 18. José Alfredo Bollea Márquez 19. Paola Liliana Parra                                                       |
|                                                                                      | Cambiemos                                                                            | 11.833                                                                               | 3,37                                                                                 | 1/19                                                                                 | Ver candidatos: 1. Ernesto Alfredo Toscano 2. Álvaro Jesús Gutiérrez 3. Martina Uezen Garzón 4. Luis Alberto Rodrigo 5. César Lorenzo Clainberg Torres 6. Sandra Elizabeth Juárez 7. Abdel Kebir Kanan 8. Mario Agustín Flores 9. Gladys Rosa Roldán 10. Marcelo Darío Carrasco 11. Carlos Alberto Núñez 12. Romina Fiorella Méndez Osman 13. Isaac Eduardo Darui 14. Constanza Verónica Somoza 15. Lucas Oscar Torres 16. Gloria Sandra Zelaibe 17. Aristóbulo Cristian Raúl Contrera 18. Lucas Daniel Borghetto 19. María Susana Decima                                        |
|                                                                                      | Frente Provincial                                                                    | 11.661                                                                               | 3,33                                                                                 | 1/19                                                                                 | Ver candidatos: 1. Armando Roque Cortalezzi 2. Alejandro Matías Figueroa 3. María Silvia Aguel Benítez 4. Carlos Ángel Díaz 5. Juan Eduardo Rojas Augier 6. Erika Belén Lobo 7. Claudia Verónica Villalba 8. Franco Hernán Saracho 9. Ángel Jesús Flores 10. Nora Noemí Amado 11. Martina del Tránsito Rodríguez 12. Roberto Jesús Artaza 13. Carlos Virgilio Peñalva 14. Liliana Ester Falu 15. Carlos Luis Gordillo 16. Hernando de Jesús Luna 17. Ana Marcela Lazarte 18. Samanta Felisa Calvo 19. José Antonio González                                                      |
|                                                                                      | Movimiento Libres del Sur                                                            | 11.438                                                                               | 3,26                                                                                 | 1/19                                                                                 | Ver candidatos: 1. Federico Augusto Masso 2. Ernesto José Gómez Gómez Rossi 3. Elisa Josefina Zarate 4. Rosa Noelia Barros 5. María Florencia Guerra 6. Matías Jorge Brizuela 7. Christian Germán Arquez 8. Angélica Isabel Pérez 9. Jorge Julián Rodríguez 10. Silvia Irene Reynoso 11. Carlos Arnaldo Batallan 12. Graciela del Valle Carrazano 13. Mariana Inés Torres 14. Andrea Soledad Nieto 15. Jessica Gabriela Unco 16. Mirta Verónica Iñigo 17. Carolina Alejandra Veliz 18. Roxana Isabel Rodríguez 19. Rubén Carlos Pachado                                          |
|                                                                                      | Frente del Pueblo Unido                                                              | 11.367                                                                               | 3,24                                                                                 | 1/19                                                                                 | Ver candidatos: 1. José Manuel Cano 2. Sandra Nelly Manzone 3. José Francisco Argañaraz 4. Eudoro Domingo Aráoz 5. María Teresita Carabajal 6. Pedro Alfredo Almirón 7. Facundo Díaz Salomón 8. Noemí del Carmen Peñaloza 9. Juan Roberto Robles 10. Mariana Pérez Lucena 11. Gonzalo Patricio Aráoz Martínez 12. Guillermo Gustavo Ponce 13. Fátima Viviana Giménez 14. Abel del Valle Gutiérrez Leone 15. Andrea Zuccardi 16. Gustavo Víctor Cravero 17. Víctor Hugo Nasul 18. María Graciela Oliva 19. Franco Emanuel Mercado                                                 |
|                                                                                      | Nueva Fuerza                                                                         | 11.013                                                                               | 3,14                                                                                 | 1/19                                                                                 | Ver candidatos: 1. Claudio Daniel Viña 2. Carlos Domingo Gómez 3. María Micaela Viña 4. Jorgelina Claudia Pagnutti 5. Ángel Eduardo Ruiz 6. Liliana Isabel Montenegro 7. Carina Paola Moreno González 8. Adolfo de Jesús Matías 9. Antonio Omar del Pozo 10. Patricia Leonor Saavedra 11. José Ignacio Castillo 12. Lidia Angélica García 13. Ana Carina López 14. Sandra Lorena Wiernes 15. Presentación Beatriz Contreras 16. Ángel Eduardo Aguilera 17. Luciano Hernán Pérez 18. Ema Gladys López 19. Isabel del Valle Juárez                                                 |
|                                                                                      | Partido Inclusión Social                                                             | 10.933                                                                               | 3,12                                                                                 | 1/19                                                                                 | Ver candidatos: 1. Agustín José Romano Norri 2. Roque Antonio Mendia 3. Ángela del Carmen González 4. Miguel Ángel Figueroa 5. Clelia Nahir Cruz Sánchez 6. Fátima del Valle Pascual 7. Santiago José Martínez 8. Leandro José Avignone 9. Marisa Elizabeth Andrada 10. Alejandro Javier Turbay 11. Manuel Juan Castellote 12. María Julia del Valle Basualdo 13. Ramón Domingo Astrada 14. Juan Arturo Roldán 15. Luciana María Hoyos 16. Facundo Humaran 17. José Hernán Paredes 18. Mara Antonella Barraza 19. Lorena Vanesa Guzmán                                           |
|                                                                                      | Activar Frente de la Lealtad                                                         | 10.725                                                                               | 3,06                                                                                 | 1/19                                                                                 | Ver candidatos: 1. Hugo Guillermo Ledesma 2. Juan Pablo Lichtmajer 3. Lucía Elena Carrasco 4. Gastón Eduardo Bourle 5. José Blas Decima 6. Julieta Migliavacca 7. Enrique René Salvatierra 8. José René Banegas 9. María del Rocío Jiménez 10. Alejandro Roque Bonari 11. Julio Raúl Campi 12. Isabel Cristina Amate Pérez 13. Elio Gerardo Cuozzo 14. Rodrigo Semrik 15. Mónica Alejandra Rospide 16. Augusto Jorge Elías Guraiib 17. Eliana María Orellana 18. Mirta Ivana Rasuk 19. Silvana Andrea Apichela                                                                   |
|                                                                                      | Compromiso con el Pueblo                                                             | 10.719                                                                               | 3,06                                                                                 | 0/19                                                                                 | Ver candidatos: 1. Enrique Luis Pedicone 2. Raúl César Pellegrini 3. Victoria Sara Lia Romano 4. Jorge Víctor Pérez Musacchia 5. Silvia Viviana Córdoba 6. Luis Rodrigo García Escude 7. Pablo Exequiel Galíndez 8. Hortensia Gabriela Torres 9. Tomasa del Valle Catalán 10. María Claudia Fote 11. Mónica Karina Rodríguez 12. Florencia Belén Toledo 13. Enzo Gabriel Yuse Slavik 14. Gladys Patricia Maldonado 15. Clara Inés Montañes 16. Malvina Josefa Reniero 17. Javier Augusto Polito 18. Daniel Antonio Iñigo 19. Rebeca María Alicia Monasterio                      |
|                                                                                      | Viva la Ciudad                                                                       | 10.576                                                                               | 3,02                                                                                 | 0/19                                                                                 | Ver candidatos: 1. Domingo Luis Amaya 2. Rodolfo Eduardo Ávila 3. María Isabel Mercado Remis 4. Vilma Verónica Barrionuevo 5. Juan Carlos Arias 6. Sergio Rubén Silva 7. María de los Ángeles Vallejo 8. Antonio Humberto González 9. Andrés Leonardo Indauro 10. Daniela Verónica Torres 11. Álvaro Javier Berrondo 12. Franco Darío Martínez 13. Gabriela del Carmen Llobril Ayala 14. Rubén Darío Lencina Benedetti 15. Miguel Ángel Paz 16. Josefa del Valle Ocampo 17. María del Valle Roldán 18. Jerónimo Suárez Casadey 19. María Victoria Cáceres Santander              |
|                                                                                      | Comunidad en Organización                                                            | 9.912                                                                                | 2,83                                                                                 | 0/19                                                                                 | Ver candidatos: 1. Carlos Adrián Amaya 2. Daniel Eduardo Galina 3. María Alejandra Nieva 4. Ramón Oscar Álvarez 5. Vanesa María Paz 6. Lia Raquel López 7. Fernando Exequiel Vaca 8. Diego Roberto Zelarayán 9. Gladys Zulema Vera 10. Esteban José Paz 11. Oscar Fernando Cáceres 12. Nancy Elizabeth Gauna 13. Gustavo Germán Cáceres 14. Natalia Lorena Quiroz 15. Leonardo Enrique Sighinolfi 16. Marta Romina González 17. Cecilia del Carmen Salazar 18. Fabiana Elizabeth Brito 19. Enrique Alejandro Delgado                                                             |
|                                                                                      | Frente Solidario Laborista                                                           | 8.952                                                                                | 2,55                                                                                 | 0/19                                                                                 | Ver candidatos: 1. Darío Renee Ramírez 2. Graciela Mabel Aguirre 3. Daniel Agustín Castro 4. Alejandra Judith Ferreyra 5. Mauricio Octavio Avellaneda 6. Carlos Edmundo Briseño 7. Mirta Yolanda Tejerina 8. Marcelo Joaquín Arrieta 9. Ricardo Jesús Fernando Rodríguez 10. Nadia Jaqueline Sacur 11. Franco Mauricio Esquivel 12. Ramón Ángel Decima 13. Constanza Valeria del Carmen Quiroga 14. Joaquín Horacio Stegmayer 15. Ana Lia Leguina 16. Griselda del Valle Rapetti 17. Graciela Dolores Chávez 18. Roberto Eduardo Santillán 19. José Fernando Santillán           |
|                                                                                      | Partido de los Trabajadores                                                          | 8.223                                                                                | 2,34                                                                                 | 0/19                                                                                 | Ver candidatos: 1. Walter Fabián Soria 2. Héctor Exequiel Soria Arruñada 3. Analía Roxana Díaz 4. Gabriel Ángel Gamez 5. Mario Esteban Veliz 6. Marta Azucena Pesa 7. Gregorio Pablo Carugatti 8. Gustavo Adolfo Paz 9. Clara Susana Álvarez 10. Jorge Luis Sosa 11. Hugo Ricardo Santucho 12. Antonia Noemí Murillo 13. Julio Ricardo Rodríguez 14. Franco Nery Baigorria Vega 15. María Romina Alurralde 16. Víctor Antonio Orozco 17. Marcelo Soria Catania 18. María Virginia Berta 19. Williams Rodrigo Fanlo Llanos                                                        |
|                                                                                      | Creo                                                                                 | 7.303                                                                                | 2,08                                                                                 | 0/19                                                                                 | Ver candidatos: 1. Rafael José López Guzmán 2. Luis Iriarte 3. Sonia María Estela Assaf 4. Ricardo Juan Benito 5. Gustavo Eugenio Marcaida 6. Nancy Beatriz Rodríguez 7. José Ignacio Mejail 8. Diego Taboada 9. Fátima Liliana Quesada 10. Juan Pablo Abdelnur 11. Raúl Rolando Rodríguez 12. Julieta Mirna Bringa 13. Pedro Martín Rodríguez 14. Esteban Rafael Pastor 15. Mónica Teresa Pérez 16. Daniel Sixto Lobo 17. Franco Daniel Amado 18. Yoana Yanina Magali Cordero Betanzo 19. Darío Augusto Diez del Valle                                                          |
|                                                                                      | Partido de la Renovación y la Dignidad                                               | 6.708                                                                                | 1,91                                                                                 | 0/19                                                                                 | Ver candidatos: 1. Víctor Daniel Deiana 2. Judith Elizabeth Deiana Rizza 3. Francisco Oscar Mejias 4. Elizabeth del Valle Reverso 5. Daisy Jacqueline Aguilar 6. Roque Oscar Concha 7. Giannina del Rosario Palmieri Mauro 8. Juan José Paz 9. Ian Nahas 10. Graciela Cristina Núñez 11. Ignacio Chasco Olazábal 12. Azucena del Valle Núñez 13. Diego Esteban Ibarra 14. Silvia Irene Didonato 15. Graciela del Valle Brito 16. Ignacio Federico Vera 17. Cecilia Isabel Heredia 18. Mirian Elizabeth Paz 19. Daniela Genoveva Pascual                                          |
|                                                                                      | Movimiento Ergisto                                                                   | 6.403                                                                                | 1,83                                                                                 | 0/19                                                                                 | Ver candidatos: 1. Guillermo Martín Gassenbauer 2. Enrique Héctor Artigas 3. Marta Mabel Montero 4. Juan Luis Pérez 5. Adrián Federico Humoller 6. María Dolores Medina Taljuk 7. Mónica Evangelina Zelaya 8. Julio Alberto Jarma 9. Daniel Alberto Velasco Rojas 10. Natalia de los Ángeles Nanni 11. Martín Miguel Cartes 12. Carlos Joaquín Gutiérrez 13. María José Saldaño Portuese 14. Rubén Ricco 15. Jorge Luis Herrera 16. Gabriela Viviana Padilla 17. Héctor Pablo Reinozo 18. Marta del Valle Polito 19. Alejandra Lorena Acosta                                     |
|                                                                                      | Unidad Ciudadana                                                                     | 5.582                                                                                | 1,59                                                                                 | 0/19                                                                                 | Ver candidatos: 1. Víctor Hugo Cabral Cherniak 2. Alfredo Grassia 3. Hilda Beatriz Disatnik 4. Pablo Esteban Cosiansi 5. Lorena del Valle Núñez 6. José Alberto Ramos 7. Myrna Yvonne Lazarte 8. Ana Carolina Dumas Pelletti 9. Walter Omar Díaz 10. Diego Enrique Altier de León 11. María Alejandra Guerrero 12. Hugo Agustín Sánchez 13. Diego Horacio Corvalán 14. Ethel Flaviana Weiss 15. Héctor Manuel Jaime 16. Ángel Alberto Ibáñez 17. Ana Isabel del Carmen Vera Amate Pérez 18. Héctor Gerardo Galván 19. Agustina Holmquist                                         |
|                                                                                      | Frente de Izquierda y de Trabajadores - Unidad                                       | 5.202                                                                                | 1,48                                                                                 | 0/19                                                                                 | Ver candidatos: 1. Alejandra Arreguez 2. José Martín Correa Tejerizo 3. Claudio Alejandro Burgos 4. María Celeste Rosa 5. Víctor Manuel Santillán 6. Luis Miguel Galván 7. Karen Soledad Tejerina Laime 8. Rodolfo Federico López 9. Norma Delfina Mamani 10. Juan Luis Veliz 11. Diego Alejandro Moran 12. Cristina de Fátima Velardez 13. Maia Catalina Hirsch 14. Norma Isabel Sánchez 15. Juana Elena Acosta 16. Pía Luz Estefanía Ríos 17. Alexis Daniel Gerez 18. Osvaldo Roberto Corbalán 19. Ivana Paulina Lizarraga                                                     |
|                                                                                      | Compromiso Pro Tucumán                                                               | 5.029                                                                                | 1,43                                                                                 | 0/19                                                                                 | Ver candidatos: 1. Arnaldo Roberto Ávila 2. Gabriela Cecilia Coronel 3. Agustín Viejobueno 4. María Jesús Argañaraz 5. Roberto Alejandro Medina 6. Marco José del Pino 7. Norma Ramona del Río 8. Pablo Sebastián Peralta 9. Franco Leandro Canal 10. María Laura Picon 11. Blas Dumeynieu 12. Cristián Daniel Huerta 13. Mónica Viviana de Fátima Moyano 14. Ingrid Alicia Lazarte 15. Alberto Alfredo Arreyes 16. Celsa Fátima Santucho 17. Alejandro Nicolás Ríos Toledo 18. Matías Gonzalo Lazo Francis 19. Patricia Elizabeth Parra                                         |
|                                                                                      | Ley y Orden                                                                          | 4.744                                                                                | 1,35                                                                                 | 0/19                                                                                 | Ver candidatos: 1. Enrique Fernando Romero 2. Emilio Federico Castillo 3. Romina Lorena Miranda 4. Ángel Serafín Juárez 5. Arnaldo Manuel Pigoni 6. Paola Noemí Bravo 7. Miguel Alejandro Burela 8. René Urbano Córdoba 9. Natalia Verónica Albornoz Herdt 10. Roberto Fernando Rodríguez 11. Jorge Martín Friaz 12. Andrea Romina Parra 13. Gustavo Adrián Samaniego 14. Camel Eloin Aguache 15. Mariana del Valle Salcedo 16. Gustavo Ariel Alderete 17. Gonzalo Bruno Peralta 18. Dora Estela Salvatierra 19. Rodolfo Gabriel Risso Patrón                                    |
|                                                                                      | Movimiento de Unidad y Cambio                                                        | 3.937                                                                                | 1,12                                                                                 | 0/19                                                                                 | Ver candidatos: Raúl Ernesto Moreno Jorge Javier Ramacciotti Mariana Fordham Alfredo Giacosa Felipe Antonio Salas Piscitelli Ana María Mena Héctor Hugo Chantire Fernando Coletti Ana María Zarlenga Javier Ernesto Moreno Manuel Sixto Hidalgo Claudia Andrea Franco Raúl Eduardo Morales Manuel Ignacio Fernández Kraus Adriana Elizabeth Macia Arturo Natanael Cano Luis Alberto González Karina Iliana Mamani Juan Eduardo Trujillo |
|                                                                                      | Juntos y Organizados para la Victoria                                                | 3.022                                                                                | 0,86                                                                                 | 0/19                                                                                 | Ver candidatos: 1. Lucas Haurigot Posse 2. Valeria Verónica Guelardi 3. José Alfredo Olea 4. Silvia Liliana Samana 5. Rosa Mirta Diarte 6. Roxana del Milagro Contreras 7. Rita Paola Brito 8. Carlos Alberto Lescano 9. Daniel Antonio Fabio Rodríguez 10. Claudia del Valle Fregote 11. Omar Elías Aquino 12. Delia Nilsa Salazar 13. Lucio Kevin Argañaraz 14. Ruth Damaris Tello 15. Guillermo Antonio Fernández 16. Viviana Mabel Orellana 17. Myriam Silvia Condori 18. Pablo Miguel Páez 19. Estefanía Elizabeth Diosquez                                                 |
|                                                                                      | Partido Cambia Tucumán                                                               | 2.683                                                                                | 0,77                                                                                 | 0/19                                                                                 | Ver candidatos: 1. Paulo Gabriel Ternavasio 2. Julio Ignacio Heredia 3. Andrea Cecilia del Carmen Salto 4. Carlos Rafael Pujales 5. Silvia Carolina Campero 6. Juan Manuel Garzón 7. Gonzalo Matías Fernández 8. Eulalia Mercedes Morales 9. Juan Carlos Lupo 10. Graciela Paola Rocha 11. José Daniel Guerrero 12. Laura Analía Randazzo 13. Luis Felipe Rosales Quiroga 14. Verónica Jacqueline García 15. Luis Dante Guerrero 16. David Sergio Fernández Villagra 17. Analía Verónica Herrera 18. Ramón César Renfiges 19. Ana Rosa Ferre                                     |
|                                                                                      | Tucumán Innovador                                                                    | 2.209                                                                                | 0,63                                                                                 | 0/19                                                                                 | Ver candidatos: 1. José Antonio Teri 2. Ricardo Jorge Bruccoleri Tonello 3. Silvina Ruth Jiménez 4. María Virginia Abdulhamid 5. Ulises Benjamín Casmuz 6. Oscar Miguel Frías 7. María Hortencia del Valle Tuma 8. Héctor Luis Fiori 9. Martín Sebastián Rivera 10. Nicole Rocío Bulacio 11. José Gerardo Escarate Correa 12. Matías Nicolás Alderetes 13. Silvia Cristina Pérez 14. Rosa Liliana Oviedo 15. Néstor Ismael Mercado Vides 16. María Soledad Tesoro 17. Maximiliano Juan Manuel Coronel 18. Víctor Hugo Robles 19. Daniela Noemí Herrera                           |
|                                                                                      | Partido de la Victoria                                                               | 1.868                                                                                | 0,53                                                                                 | 0/19                                                                                 | Ver candidatos: 1. José Luis Imain 2. Patricia Fabiana Origuela 3. Liliana del Valle Moreno 4. Claudia Inés Sulaiman 5. Jorge Rafael Bujazha 6. Oscar Ángel Soria 7. María Nancy Cuezzo 8. Naif Nacusse 9. Daniel Roberto Magriña 10. Iris Soledad Cardozo Graneros 11. Gustavo Eduardo Nieva 12. Héctor Mario Aguirre 13. María Marta del Huerto Rosa 14. Héctor Delfín Ahumada Checa 15. Romina Natalia Velardez 16. María Cecilia Bordallo 17. Lucas Marcelo Correa 18. Jessica Tapia Herrera 19. Juan Augusto Konsorski                                                      |
|                                                                                      | Construcción Ciudadana para la Inclusión                                             | 1.785                                                                                | 0,51                                                                                 | 0/19                                                                                 | Ver candidatos: 1. José Luis Ruiz 2. José Ignacio Elías 3. Mercedes del Valle Jorrat 4. María Cristina Mansilla 5. Priscilia Débora del Valle Navarro 6. Angélica del Valle Taboada 7. Nicolás Daniel Alvizo 8. Sandra Mabel Beltrán 9. María Soledad Contreras 10. Guillermo Alejandro Cuevas 11. Aida Cristina Garatti 12. Muriel Daiana Ale 13. Gabriel Alfredo Ruiz 14. Gustavo Raúl Brunet de L'Argentiere 15. Florinda del Valle Díaz 16. Roque Fabián Arias 17. José Ignacio Chico Cistola 18. María Alicia Sal 19. María Valeria Gurrieres                               |
|                                                                                      | Política Obrera                                                                      | 1.548                                                                                | 0,44                                                                                 | 0/19                                                                                 | Ver candidatos: 1. Alejandra Carolina del Castillo 2. Ariel Osatinsky 3. Víctor Fabián Soria 4. Anahí Rodríguez 5. Yanina Micaela Luna 6. María Isabel de la Cruz 7. Elena María Soria 8. Melina del Huerto Juárez 9. Matías Ezequiel Torrente 10. Susana Cecilia Martínez 11. Indra Ona Rodríguez Loto 12. Verónica Alejandra Varela 13. Silvina Inés Adris 14. Aníbal Gabriel González 15. Fátima Imelda Aguilar 16. Luciano Agustín Grupalli 17. Julia Elena Maldonado 18. Jessica Ivana Morillo 19. Roxana Maricel Díaz Lescano                                              |
|                                                                                      | Nos Une el Cambio                                                                    | 1.368                                                                                | 0,39                                                                                 | 0/19                                                                                 | Ver candidatos: 1. Juan Ignacio Coria Vignolo 2. Liliana Graciela Guzmán Cruzado 3. Juan César Pérez Omodeo 4. Natasha Galovard 5. Gonzalo Nahuel Neira Solorza 6. María Julia Carrizo 7. Patricio Cebe 8. María de los Ángeles Lacuri 9. Marcos David Oviedo 10. María Estela Aguilar 11. Agustín Orellana 12. Ana Daniela Juárez 13. Eduardo Omar Rengel 14. María Alejandra Negro 15. Leandro Nicolás de Jesús Sosa 16. María del Huerto Ovejero 17. José Miguel Amdor 18. Luciana Priscila Mansilla 19. José Daniel Fernández                                                |
|                                                                                      | Crecer para la Victoria                                                              | 1.301                                                                                | 0,37                                                                                 | 0/19                                                                                 | Ver candidatos: 1. Walter Marcelo Perdiguero 2. Paola Andrea Romina Romano 3. Pablo Exequiel Frías 4. Gladys Elizabeth Homsi 5. Cyntia Gabriela Ceballos Cansino 6. Gustavo Sebastián Nieva 7. María Emilia Minotti Namen 8. Stella Maris Nieva 9. Carlos Roberto Medina 10. Marina del Carmen Juárez 11. Giselle Romina Viscarra 12. Martín Alejandro Valdez 13. María Norma Beatriz Ceballos Cansino 14. David Nazareno Medina 15. Luciano Matías Galarce 16. Cynthia Marina Soledad Moyano 17. Héctor Francisco Martínez 18. Carla Giselle Gerez 19. Graciela Liliana Benítez |
|                                                                                      | Desempleados Unidos                                                                  | 833                                                                                  | 0,24                                                                                 | 0/19                                                                                 | Ver candidatos: 1. Armando Gabriel Cabello Oviedo 2. Ramón Hugo Molina 3. Marta Olga Pavón 4. Nelson Cruz 5. Romirio Jesús Alani 6. Lourdes Aylén Molina Figueroa 7. Julio César Heredia 8. Ezequiel Alfredo Cabello Ortiz 9. Silvana Elizabeth Nadal 10. Rodrigo Nicolás Cobos 11. Carlos Maximiliano Arancibia 12. María Fernanda Rocha 13. Germán Roberto Álvarez 14. Wilson Ezequiel López 15. Elsa Liliana Heredia 16. Sergio Omar Yiyi Barrera 17. Gloria Margarita Corbalán 18. Ricardo Emanuel Barboza 19. Jorge Horacio Aybar Critto                                    |
|                                                                                      | Camino a la Lealtad                                                                  | 506                                                                                  | 0,14                                                                                 | 0/19                                                                                 | Ver candidatos: 1. Luis Benjamín Burgos 2. Pablo Fernández 3. Rita Noemí Reinoso 4. Víctor Manuel Atia 5. Nancy Lilian Medina 6. Carla Noemí Atia 7. Alejandro Rodrigo Salinas 8. Ismael Luis Rams 9. Cinthia Melina Monteros Abregu 10. Rolando Daniel Barrionuevo 11. Juan José Melián 12. Mayra Ruth Juárez 13. Juan Luis Gómez 14. Amado Atia 15. Mabel Edith Sucar 16. José Nelson Barrozo 17. Carla Gisela Bazán 18. Patricia Analía Gramajo 19. Diego Omar Melián |
| Votos afirmativos                                                                    | Votos afirmativos                                                                    | 350.695                                                                              | 92,85                                                                                |                                                                                      | |
| Votos en blanco                                                                      | Votos en blanco                                                                      | 19.474                                                                               | 5,16                                                                                 |                                                                                      | |
| Votos nulos                                                                          | Votos nulos                                                                          | 7.519                                                                                | 1,99                                                                                 |                                                                                      | |
| Participación                                                                        | Participación                                                                        | 377.688                                                                              | 82,24                                                                                |                                                                                      | |
| Electores registrados                                                                | Electores registrados                                                                | 459.239                                                                              | 100                                                                                  |                                                                                      | |
| Sección Electoral II – Este 12 Diputados Mesas escrutadas: 1.030 de 1.030 (100%)     |                                                                                      |                                                                                      |                                                                                      |                                                                                      | |
| Partido/Alianza                                                                      | Partido/Alianza                                                                      | Votos                                                                                | %                                                                                    | Bancas                                                                               | Candidatos |
|                                                                                      | Tucumán para la Victoria                                                             | 99.290                                                                               | 41,13                                                                                | 6/12                                                                                 | Ver candidatos: 1. Jorge Darío Monteros 2. Héctor Aldo Salomón 3. Gladys del Valle Medina 4. Jesús Marcelo Herrera 5. María Alejandra Cejas 6. Maia Vanesa Martínez 7. Walter Daniel Herrera 8. Carlos Francisco Gómez 9. Romina Alexandra Humano 10. Manuel Fernández 11. Marcos Luis Varvaro 12. Nélida Yolanda López |
|                                                                                      | Frente de Todos por Tucumán                                                          | 68.449                                                                               | 28,36                                                                                | 4/12                                                                                 | Ver candidatos: 1. Jorge Abraham Leal 2. Raúl Roberto Moreno 3. Paula Luján Galván 4. Roque Eduardo Argañaraz 5. Zacarías Khoder 6. Paola Luciana Gutiérrez 7. Walter Marcelo Santillán 8. Antonio Alberto Pino 9. Mariana Inés Daher 10. Sergio Omar Arroyo 11. Juan Carlos Guardia 12. María Marcela Herrera |
|                                                                                      | Cambiemos                                                                            | 30.597                                                                               | 12,67                                                                                | 1/12                                                                                 | Ver candidatos: 1. Rolando René Alfaro 2. Jorge Sebastián Salazar 3. Sara Noemí Correa 4. Darío Víctor Huesen 5. Camilo Murhell 6. Jesica Edith Roldán 7. María Angélica Gómez Contreras 8. Miguel Manuel Hernández 9. Rita Judith Figueroa 10. Juan Marcelo Rojas 11. Micaela Elizabeth Rodríguez 12. Orlando Adrián Figueroa |
|                                                                                      | Acción Regional                                                                      | 21.637                                                                               | 8,96                                                                                 | 1/12                                                                                 | Ver candidatos: 1. Tomás Cobos 2. Matías Carlos Exequiel Cortez 3. Romina del Valle Bethencourt 4. Delia Ramona Medrano 5. Ruth Angélica Luna 6. Guillermo Andrés Silva 7. María Celeste Villalba 8. Mónica del Valle Herrera 9. Fredi Gómez 10. Rolando Gustavo Carrizo 11. Andrea Vanessa del Valle González 12. Andrés Avelino Valdez |
|                                                                                      | Partido por la Justicia Social                                                       | 12.372                                                                               | 5,13                                                                                 | 0/12                                                                                 | Ver candidatos: 1. Héctor Omar Argañaraz 2. Luis Fernando Roldán 3. Olga del Valle Argañaraz 4. Jorge Alberto González 5. Andrés Ángel Castro 6. Clara Carolina Jerez 7. César Fabián Gómez 8. Walter Alfredo Castillo 9. Romina Elizabeth Gutiérrez 10. Ramón Antonio Pérez 11. Juan Antonio Brandan 12. María Lourdes Campero |
|                                                                                      | Fuerza Republicana                                                                   | 5.561                                                                                | 2,30                                                                                 | 0/12                                                                                 | Ver candidatos: 1. Gerardo Huesen 2. Martín Domingo Fernández González 3. Patricia Elena Concepción 4. Raúl Juárez 5. Ramón Antonio Villagra 6. Ramona del Luján Núñez 7. José Felipe Bertarelli 8. Armando Esteban Oliva 9. Raquel Valeria Frías 10. Rubén Ignacio Soria 11. Fabián del Jesús Gallardo 12. Fernanda Adriana Quinteros |
|                                                                                      | Frente de Izquierda y de Trabajadores - Unidad                                       | 1.399                                                                                | 0,58                                                                                 | 0/12                                                                                 | Ver candidatos: 1. Beatriz Gabriela Gramajo 2. Betina Lorena Espinoza 3. Julio César Delgado 4. Mario Rodolfo Díaz 5. María Gabriela Maldonado 6. María Mercedes Lizondo 7. Diego Reyes Ángel Santana 8. Jesica Lorena Cavallero 9. María Gimena Barber 10. Eloísa Noelia Lazarte 11. Noemí Alejandra Coria 12. Josefa Noemí Solís Coronel |
|                                                                                      | Movimiento Libres del Sur                                                            | 1.351                                                                                | 0,56                                                                                 | 0/12                                                                                 | Ver candidatos: 1. Guillermo Dalmacio Correa 2. María Laura Carrasco 3. Víctor Eduardo Rocha 4. Lorena Paola Brizuela 5. Ernesto Andina Lizarraga 6. Cecilia Allelén Madrigal Beltrán 7. Gastón Lautaro González 8. Andrea Vanesa Melián 9. Oscar Darío Barros 10. Ana Belén Voitina 11. Paula Antonella Tapia Ávila 12. Luz María Canosa |
|                                                                                      | Política Obrera                                                                      | 532                                                                                  | 0,22                                                                                 | 0/12                                                                                 | Ver candidatos: 1. José Rubén Kobak 2. Carina del Valle Costilla 3. Mario José Campos 4. Marcela Fabiana López 5. Fátima Verónica Cáceres 6. Francisca Neri Corbalán 7. Silvia Valeria Tejada 8. Mónica Valeria Juárez 9. Jorge Germán Pereyra 10. Johana Nataly González 11. Ramón Ricardo Montenegro 12. Hernán Fernando Mansilla |
|                                                                                      | Desempleados Unidos                                                                  | 211                                                                                  | 0,09                                                                                 | 0/12                                                                                 | Ver candidatos: 1. Julio Antonio Salguero 2. Jessica Cecilia Salguero 3. Sebastián Gabriel Alamino 4. Silvia Marcela Alejandra Cejas 5. José Alberto de la Vega 6. Luisa del Valle Suárez 7. Andrea Maribel Soria 8. José Salustriano Ruiz 9. Roberto Daniel Ponce 10. Blanca del Valle de la Vega 11. Carlos Alfredo Soria 12. Flavia Jorgelina Ávila |
| Votos afirmativos                                                                    | Votos afirmativos                                                                    | 241.399                                                                              | 86,46                                                                                |                                                                                      | |
| Votos en blanco                                                                      | Votos en blanco                                                                      | 34.633                                                                               | 12,40                                                                                |                                                                                      | |
| Votos nulos                                                                          | Votos nulos                                                                          | 3.164                                                                                | 1,13                                                                                 |                                                                                      | |
| Participación                                                                        | Participación                                                                        | 279.196                                                                              | 87,19                                                                                |                                                                                      | |
| Electores registrados                                                                | Electores registrados                                                                | 320.223                                                                              | 100                                                                                  |                                                                                      | |
| Sección Electoral III – Oeste 18 Diputados Mesas escrutadas: 1.641 de 1.642 (99,94%) |                                                                                      |                                                                                      |                                                                                      |                                                                                      | |
| Partido/Alianza                                                                      | Partido/Alianza                                                                      | Votos                                                                                | %                                                                                    | Bancas                                                                               | Candidatos |
|                                                                                      | Frente de Todos por Tucumán                                                          | 76.901                                                                               | 20,72                                                                                | 5/18                                                                                 | Ver candidatos: 1. Sergio Francisco Mansilla 2. Mariano Javier Noguera 3. Sandra Beatriz Figueroa 4. Leopoldo Alberto Rodríguez 5. Luis Alberto Olea 6. Edith Noemí Comolli 7. Lorena Soledad Cuba 8. María Dolores del Valle Silva 9. Ramón Roque Cativa 10. Nelson Fabián Assan 11. Graciela del Valle Juárez 12. Carlos Domingo Ordóñez 13. Diego Antonio Reales 14. Dora Fernanda Cano 15. Luis Rolando Trejo 16. Hilda Fátima Lescano 17. Gustavo Jesús Marcial 18. Carlos Antonio Castro                                                                                   |
|                                                                                      | Tucumán para la Victoria                                                             | 62.865                                                                               | 16,94                                                                                | 4/18                                                                                 | Ver candidatos: 1. Regino Néstor Amado 2. Francisco Serra 3. Sara Elizabet Lazarte 4. Carlos Eliezer Fúnez 5. Nancy Evangelina Bulacio 6. Alicia Viviana León 7. Jorge Luis Domínguez 8. Juan Carlos Bernard 9. Carmen del Valle Alejandro 10. Juan Roberto Rojas 11. Carlos Héctor Álvarez 12. Nancy Mikaela Llorens Dip 13. Germán Arnaldo Ferrari 14. Laura Vanesa Cabrera 15. Alfredo Marcelo Flores Ale 16. Verónica Alejandra Luna 17. Jorge Omar Moreno 18. María Alejandra Muntaner                                                                                      |
|                                                                                      | Partido Cambia Tucumán                                                               | 40.257                                                                               | 10,85                                                                                | 2/18                                                                                 | Ver candidatos: 1. Mariano Campero 2. Raquel Evangelina Nievas 3. Manuel Alberto Courel 4. Carlos Alberto Tarulli 5. Marcela Verónica Heredia 6. Gabriel Orlando 7. Fernando de la Orden 8. Lucía Isabel Torres 9. Alfredo Aníbal Alfieri 10. Marcelo Alejandro Rojas 11. María Florencia Reyna 12. Juan Pedro Ignacio Comaschi 13. Gladys del Carmen Costa 14. Julio Oscar Ponce de León 15. Silvana Jacqueline Mendia Vitancor 16. Pablo Adrián Quiroga 17. Mónica María del Rosario Benud 18. Fernando Federico Ernesto Rossetto                                              |
|                                                                                      | Proyecto Tucumán                                                                     | 31.950                                                                               | 8,61                                                                                 | 2/18                                                                                 | Ver candidatos: 1. Carlos Manuel Najar 2. Carlos Sebastián Gallia 3. Carolina Beatriz Rodríguez 4. Alberto Daniel Moreno 5. Néstor Rafael di Lullo 6. Silvina Ester Leguizamón 7. Oscar Orlando Godoy 8. Federico Martín Seery Freire 9. María Angélica Ruejas 10. Germán Aldo Encina 11. Gabino Juan Pacheco 12. Angélica Patricia del Valle Ortiz 13. Daniel Esteban Arancibia 14. Sandra Beatriz Barrionuevo 15. Rafael Raimundo Ifran Salas 16. Alejandra Adriana Pedraza 17. Noelia Giselle Teri Azurmendi 18. Víctor Hugo Safe                                             |
|                                                                                      | Tucumán Innovador                                                                    | 31.695                                                                               | 8,54                                                                                 | 2/18                                                                                 | Ver candidatos: 1. José Fernando Orellana 2. Adriana del Valle Najar 3. Patricia Noemí Lizarraga 4. Enrique Horacio Ledesma 5. Juan Alberto Alderete 6. Mónica Carolina Córdoba 7. César Leandro Dip 8. Carlos Alberto Bonanno 9. Adriana Alejandra Bulacio 10. Oscar Esteban Santillán 11. Omar Marino Monasterio 12. Mirian del Valle Risso Patrón 13. José Pío Toranzo 14. Servando Lucas Díaz 15. Patricia Norma Figueroa 16. Emanuel Antonio Álvarez 17. Nelson Darío Saracho 18. Elsa Elizabeth Camuñas                                                                    |
|                                                                                      | Acción Regional                                                                      | 24.717                                                                               | 6,66                                                                                 | 1/18                                                                                 | Ver candidatos: 1. Roque Tobías Álvarez 2. Raúl Exequiel Ferrazzano 3. Katherina Rosemarie Mazzuco 4. Aldo Federico Mansilla 5. Pascual Antonio Zamora 6. Gladis Jesús Fernández 7. Marcos Rafael Kristal 8. Matías José Plaza 9. Isabel Avelina Ruiz 10. Omar Humberto Vedia 11. Diego Osvaldo Nieva Sanzano 12. Mirta Gladys Cuarteron 13. Rubén Bernardo Aráoz 14. Daniel Sebastián García 15. María Verónica Beggere 16. Martín Sebastián Viola 17. Francisco José Martínez 18. Roxana Gabriela Fernández                                                                    |
|                                                                                      | Cambiemos                                                                            | 22.631                                                                               | 6,10                                                                                 | 1/18                                                                                 | Ver candidatos: 1. Luis Rodolfo Nicolás Ocaranza 2. Lisandro Emiliano Argiro 3. María Jimena Bustos González 4. Ramiro Veliz Espeche 5. Julio Argentino Agudo 6. Nancy Noemí Orellana 7. Javier Maximiliano Bournonville 8. José Martín López Gordillo 9. Nahir Daiana Solange de Santis 10. Antonio Nicolás Moreno 11. José Agustín Claps 12. Anahy Irene Rosa Hernández 13. Jorge Raúl González 14. Favio Andrés Vilta 15. Daiana Ahilín Hoffmann 16. Luis Macome 17. Eduardo Adolfo Prebisch 18. Susana Graciela Vigo                                                         |
|                                                                                      | Compromiso Pro Tucumán                                                               | 13.616                                                                               | 3,67                                                                                 | 1/18                                                                                 | Ver candidatos: 1. José Ignacio Macome 2. Ramiro Adolfo Beti 3. Gabriela Fátima Olea 4. María de Lourdes Lobo Murga 5. Carlos Gonzalo Granado 6. Héctor Antonio Monayer 7. Cinthia Daniela García 8. Fernando Aníbal Ovejero 9. Pablo Bleckwedel 10. Claudia Viviana Gallo 11. Alejandro José Santiago Ávila Gallo 12. José Ignacio Sbrocco 13. Mónica Beatriz Coronel 14. Rodrigo Sebastián Amin Chemez 15. Juan Nicolás Marcotullio 16. Miriam Elizabet Azurmendi 17. Leonardo Esteban Talarico 18. María Gabriela Apud                                                        |
|                                                                                      | Ciudadanos contra la Corrupción                                                      | 12.354                                                                               | 3,33                                                                                 | 0/18                                                                                 | Ver candidatos: 1. Sergio Ariel García 2. María Carolina Aragón 3. Moisés Ariel García 4. Reina del Carmen Ledesma 5. Pablo Néstor Luciano 6. Rosa Verónica Ocampo 7. Guido Humberto Santillán 8. Graciela del Valle Mustafa 9. Tomás Fabricio Suárez 10. Patricia del Valle Sacchetti 11. Leandro Hipólito Saleme 12. Elda María Rita Cejas 13. Ricardo Agustín Apestey 14. Valnea Araceli Bernal 15. Pablo Héctor Moran 16. María Agustina Mentesana Alberti 17. José Ernesto Campos 18. Bartolomé Humberto Morales                                                            |
|                                                                                      | Fuerza Republicana                                                                   | 10.922                                                                               | 2,94                                                                                 | 0/18                                                                                 | Ver candidatos: 1. Mario César Casali 2. Josefina María Bussi 3. José María Vigo 4. Mario Juan Aramayo 5. Marina Teran Nougues 6. María Fabiana Miguel 7. Ricardo Abrahan Aslan 8. Marcela Fabbrizzi 9. José Luis Valdez 10. Mirta Alejandra Leguizamón 11. Ana Cecilia Rodríguez 12. Jorge Antonio Trejo 13. Natalia Ruiz 14. Carolina Daniela Santillán 15. Irene Guadalupe Suárez 16. José Matías Carrizo 17. José Alberto Gallo 18. María Ester Herrera |
|                                                                                      | Corriente Popular                                                                    | 9.267                                                                                | 2,50                                                                                 | 0/18                                                                                 | Ver candidatos: 1. Regino Ricardo Racedo 2. Daniel Guillermo Toledo 3. Fátima del Valle Paredes 4. Adolfo Florindo Saracho 5. Enrique Osvaldo Racedo 6. Estela Elizabet Ituarte 7. Víctor Hugo Raúl Peralta 8. Pedro Miguel Guzmán 9. Silvia del Valle Coronel 10. Alfredo Mateo Viltez 11. Evelin Pamela Ibáñez 12. Susana Lia Ahmed 13. Enrique Antonio Cruz 14. Ricardo Sebastián Marta 15. Valeria María Ibarra 16. Roberto Cuello 17. Daiana Alexandra del Valle Gerez 18. Hugo Arnaldo Mansilla                                                                            |
|                                                                                      | Movimiento de Unidad Popular                                                         | 8.401                                                                                | 2,26                                                                                 | 0/18                                                                                 | Ver candidatos: 1. Luis Ariel Romano 2. José Luis González 3. Nilda del Valle Roldán 4. Pedro Rafael Albornoz 5. Laura Soledad Trejo 6. Miguel Fernando Flores 7. Silvia Soledad Zelaya 8. Carlos Sergio Castillo 9. María de los Ángeles Rodríguez Dip 10. Juan José Carrizo 11. Carlos Leonardo Fernández 12. Irma Romina Arias 13. Martín Fernando Luna 14. Gladys Marisa Gálvez 15. Claudia Mónica Juárez 16. Horacio Emanuel Córdoba 17. Ramón Bernardo Fernández 18. Jessica Emperatriz Ibarra                                                                             |
|                                                                                      | Creo                                                                                 | 8.309                                                                                | 2,24                                                                                 | 0/18                                                                                 | Ver candidatos: 1. Indiana María Mendilaharzu 2. Luisa Frías Silva 3. Mateo Evaristo Bauza 4. Sergio Dávalos Paz Posse 5. Amalia Sofía Peñalba Méndez 6. Facundo Pedro López Guzmán 7. Esteban Augusto Giraudo 8. María Josefina Glencross 9. Emanuel Carlos López Lauria 10. Bernabé Forenza 11. Victoria Paz Posse 12. Matías Eduardo Ulloa 13. Sebastián Paz Filgueira 14. Graciela Miranda 15. Ricardo José Tomás Paz 16. José David Vargas 17. Carolina Poviña 18. Pablo Madariaga                                                                                          |
|                                                                                      | Partido Proyecto Popular                                                             | 5.228                                                                                | 1,41                                                                                 | 0/18                                                                                 | Ver candidatos: 1. Stella Maris Córdoba 2. Joseph Tanios Saleme 3. Claudio Gonzalo Posse 4. Noelia Rodríguez Margaria 5. Nicolás Francisco Escasena 6. Leandro Maximiliano Gatti Álvarez 7. Silvana Elizabeth Montenegro 8. Adán Alfredo Abregu 9. Nora Luisa Romano 10. Ángel Adrián Labiano 11. Pablo Luciano Bossini 12. María José Bonadelli 13. José María Manes 14. Ana Lucía Márquez 15. María Elvira Sánchez 16. Alejandro Lisiak 17. Romina Paola Viani 18. Rita Nadia Milagros Saleme                                                                                  |
|                                                                                      | Unidad Ciudadana                                                                     | 4.054                                                                                | 1,09                                                                                 | 0/18                                                                                 | Ver candidatos: 1. Nilda Mabel Carrizo 2. Vicente Salvador Ruiz 3. Julio César Arias 4. Gabriela Cecilia Impa 5. Marcelo Fabián Boullhesen 6. Jorge Luis Chaves 7. Margarita Sandra Soto 8. José Dante Delgado 9. Laura Alejandra del Valle Sánchez 10. Rubén Alfredo Barrionuevo 11. Ana María Marin 12. Fabián Peralta 13. Ana Beatriz Fernández 14. Ernesto Arnaldo Robledo 15. Héctor Adrián Tabera 16. Romina Elizabeth Herrera 17. Antonio Nicolás Flores 18. José Raúl Alderete                                                                                           |
|                                                                                      | Participación Cívica                                                                 | 3.040                                                                                | 0,82                                                                                 | 0/18                                                                                 | Ver candidatos: 1. Mario Emilio Carrier 2. Juan Pablo Graneros 3. Jessica Daniela Yapura Astorga 4. Omar Lucas Pablo Jorrat 5. Gladi Beatriz Rosznercki Saleme 6. Julio Humberto Bravo 7. Alejo Alzogaray 8. Mirta Magdalena Carrizo 9. Daniel Leandro Hermosa 10. Juan Siviardo Gutiérrez 11. Nora Mónica Mendoza 12. Claudio Federico Díaz 13. Carlos Alberto Figueroa 14. Patricia de los Ángeles Toro 15. Francisco Emmanuel Hernández 16. Edgardo Sergio Moreno 17. Graciela del Carmen Castro 18. Nicolás Antonio Valla                                                    |
|                                                                                      | Movimiento Libres del Sur                                                            | 2.741                                                                                | 0,74                                                                                 | 0/18                                                                                 | Ver candidatos: 1. Francisco Augusto Masso 2. Juan José Zarate 3. Juliana Vallve 4. Albaro Fernando Ramos 5. María Fernanda Alavarse 6. Azul Sejas 7. Xiomara Andrea Heit 8. Verónica Carolina Jerez 9. Valentina Antolini 10. Ricardo Damián Ibiris 11. Cristian Gonzalo Ibarra Guitian 12. Patricia Noelia Toro 13. Paulina del Huerto Caram Urueña 14. Silvia Viviana Corbalán 15. Juan Marcos Juárez 16. Jorge Daniel Agüero 17. Analía Gabriela Cabañez 18. Roberto Carlos Rodas Díaz                                                                                       |
|                                                                                      | Frente de Izquierda y de Trabajadores - Unidad                                       | 1.186                                                                                | 0,32                                                                                 | 0/18                                                                                 | Ver candidatos: 1. Ángel José Paliza 2. Juan Pablo Nicolau 3. Romina Leonor Salvatierra 4. Patricia Antonia Velardez Sandoval 5. Rafael Hernán Flores 6. Víctor Alejandro Caro 7. Gladiz Esther Sauco 8. Álvaro Gonzalo Galup 9. Erika de los Ángeles Zamorano 10. Manuel Mauro Carabajal 11. Gonzalo Ignacio Molina de Paz 12. Claudia Elizabeth Miranda 13. Ernesto Rafael Acosta 14. José Maximiliano Olivera 15. Verónica Lisi Norah Robles 16. Patricia Carolina Villagra 17. Cristian Carlos Agustín Cola 18. Inés del Valle Díaz                                          |
|                                                                                      | Política Obrera                                                                      | 1.012                                                                                | 0,27                                                                                 | 0/18                                                                                 | Ver candidatos: 1. Mario Ismael Teves 2. Diego Luis Carrazán 3. Sabrina Giselle Díaz 4. Raúl Antonio Barrionuevo 5. Vanesa Sabrina Ayala 6. María Laura Alegre 7. Herminia Rosa Leal 8. Antonio Benjamín Gonzales 9. Vicente Viterman Quinteros 10. Verena Alejandra Lauria 11. Rebeca Elena Oviedo 12. Nancy Inés Lescano 13. Rosa Micaela Carrazana 14. María Eugenia Moreno 15. Carlos Eusebio Ruiz 16. Delia María del Valle Quinteros 17. David Esteban Martín 18. Lidia del Carmen Ruiz                                                                                    |
| Votos afirmativos                                                                    | Votos afirmativos                                                                    | 371.146                                                                              | 81,55                                                                                |                                                                                      | |
| Votos en blanco                                                                      | Votos en blanco                                                                      | 76.514                                                                               | 16,81                                                                                |                                                                                      | |
| Votos nulos                                                                          | Votos nulos                                                                          | 7.472                                                                                | 1,64                                                                                 |                                                                                      | |
| Participación                                                                        | Participación                                                                        | 455.132                                                                              | 85,38                                                                                |                                                                                      | |
| Electores registrados                                                                | Electores registrados                                                                | 533.070                                                                              | 100                                                                                  |                                                                                      | |

## Elecciones municipales
| Departamento                       | Municipio             | Intendente electo                 | Partido | Partido                   | Coalición | Coalición                   |
| ---------------------------------- | --------------------- | --------------------------------- | ------- | ------------------------- | --------- | --------------------------- |
| Departamento Burruyacú             | Burruyacú             | Jorge Abraham Leal                |         | Partido Justicialista     |           | Frente de Todos por Tucumán |
| Departamento Capital               | San Miguel de Tucumán | Rossana Chahla                    |         | Partido Justicialista     |           | Frente de Todos por Tucumán |
| Departamento Chicligasta           | Concepción            | Alejandro José Molinuevo          |         | Unión Cívica Radical      |           | Juntos por el Cambio        |
| Departamento Cruz Alta             | Alderetes             | Graciela del Valle Gutiérrez      |         | Tucumán Para la Victoria  |           | Frente de Todos por Tucumán |
| Departamento Cruz Alta             | Banda del Río Salí    | Gonzalo Darío Monteros            |         | Tucumán Para la Victoria  |           | Frente de Todos por Tucumán |
| Departamento Famaillá              | Famaillá              | Juan Enrique Orellana             |         | Partido Tucumán Innovador |           | Frente de Todos por Tucumán |
| Departamento Graneros              | Graneros              | Raquel Alejandra Graneros         |         | Tucumán Para la Victoria  |           | Frente de Todos por Tucumán |
| Departamento Juan Bautista Alberdi | Juan Bautista Alberdi | Luis Armando Campos               |         | Partido Justicialista     |           | Frente de Todos por Tucumán |
| Departamento La Cocha              | La Cocha              | Leopoldo Alberto Rodríguez        |         | Partido Justicialista     |           | Frente de Todos por Tucumán |
| Departamento Leales                | Bella Vista           | Ana Paula Quiles                  |         | Unión Cívica Radical      |           | Juntos por el Cambio        |
| Departamento Lules                 | Lules                 | Marta Beatriz Albarracin          |         | Proyecto Tucumán          |           | Frente de Todos por Tucumán |
| Departamento Monteros              | Monteros              | Francisco Serra (h)               |         | Tucumán Para la Victoria  |           | Frente de Todos por Tucumán |
| Departamento Río Chico             | Aguilares             | Gimena Mansilla                   |         | Partido Justicialista     |           | Frente de Todos por Tucumán |
| Departamento Simoca                | Simoca                | Elvio Eloy Salazár                |         | Tucumán Para la Victoria  |           | Frente de Todos por Tucumán |
| Departamento Tafí del Valle        | Tafí del Valle        | Cristian Francisco Caliva         |         | Partido Justicialista     |           | Frente de Todos por Tucumán |
| Departamento Tafí Viejo            | Las Talitas           | Marta Isabel Najar                |         | Proyecto Tucumán          |           | Frente de Todos por Tucumán |
| Departamento Tafí Viejo            | Tafí Viejo            | María Alejandra Rodríguez         |         | Partido Justicialista     |           | Frente de Todos por Tucumán |
| Departamento Trancas               | Trancas               | Antonio Gabriel Gustavo Moreno    |         | Partido Justicialista     |           | Frente de Todos por Tucumán |
| Departamento Yerba Buena           | Yerba Buena           | Pablo Emilio Macchiarola Sarrulle |         | Unión Cívica Radical      |           | Juntos por el Cambio        |